# Шах Хусейн Шах
Шах Хусейн Шах (урду شاه حسين شاه}, нар. 8 червня 1993, Лондон) — пакистанський дзюдоїст напівважкої вагової категорії (до 100 кг), учасник Олімпійських ігор 2016.
Батько — Хусейн Шах, боксер, призер Олімпійських ігор 1988.

## Спортивна кар'єра
Шах Хусейн Шах ріс в Японії, куди після завершення виступів переїхав працювати його батько, тому захопився популярним у цій країні дзюдо. На змаганнях він виступав під прапором Пакистану.

### Результати виступів
| Змагання               | Місто               | Рік  | Місце |
| ---------------------- | ------------------- | ---- | ----- |
| Чемпіонат Азії з дзюдо | Бангкок             | 2013 | 3     |
| Ігри Співдружності     | Глазго              | 2014 | 2     |
| Чемпіонат Азії з дзюдо | Кувейт              | 2015 | 3     |
| Південно-Азійські ігри | Ґувахаті та Шиллонг | 2016 | 1     |
| Південно-Азійські ігри | Катманду            | 2019 | 1     |

### Виступ на Олімпіаді 2016
На Олімпійських іграх 2016 Шах Хусейн Шах провів лише один поєдинок, зазнавши чистої поразки від українського дзюдоїста Артема Блошенко.